# Altevir Leal
Altevir Leal (Tarauacá, 24 de julho de 1928 – Rio Branco, 1999) foi um armador, comerciante, industrial e pecuarista brasileiro que exerceu dois mandatos de senador pelo Acre.

## Dados biográficos
Filho do português Avelino Leal e de Maria Assunção Morais Leal. Com pai comeciante logo seguiu essa profissão e exerceu outras sendo que o primeiro membro da família a seguir carreira política foi seu irmão Albanir Leal que fora eleito suplente de deputado federal pelo PSD em 1962 e foi efetivado em 28 de setembro de 1966, dias após a nomeação de Jorge Kalume para o governo do Acre. Altevir Leal ingressou na ARENA e foi eleito primeiro suplente do senador Geraldo Mesquita em 1970 sendo efetivado após a escolha do titular para governador do Acre pelo  presidente Ernesto Geisel em 1974. Em 1978 foi eleito primeiro suplente do senador  José Guiomard sendo efetivado após a morte do titular em 1983 quando já estava filiado ao PDS.